# Villamiel
Villamiel es un municipio y localidad española de la provincia de Cáceres, en la comunidad autónoma de Extremadura. Forma parte de la mancomunidad de la Sierra de Gata, al noroeste de la provincia, cerca del límite con Castilla y León y de la frontera con Portugal. Dentro del término municipal, que cuenta con una población de 379 habitantes (INE 2024), se encuentra la pedanía de Trevejo, encaramada en un picacho y estratégico punto defensivo coronado por el castillo del mismo nombre.

## Geografía
Encuadrado dentro de la sierra de Gata, posee un territorio municipal muy grande, con terrenos labrados, tierras para animales (cerdos, ovejas, cabras y vacas), abundante riqueza en cuanto a verduras y frutas cultivadas, viñedo y pies de olivo.

### Clima
Villamiel tiene un clima mediterráneo de tipo Csa  según la clasificación climática de Köppen.
| Parámetros climáticos promedio de Villamiel en el periodo 1968-2003 | Parámetros climáticos promedio de Villamiel en el periodo 1968-2003 | Parámetros climáticos promedio de Villamiel en el periodo 1968-2003 | Parámetros climáticos promedio de Villamiel en el periodo 1968-2003 | Parámetros climáticos promedio de Villamiel en el periodo 1968-2003 | Parámetros climáticos promedio de Villamiel en el periodo 1968-2003 | Parámetros climáticos promedio de Villamiel en el periodo 1968-2003 | Parámetros climáticos promedio de Villamiel en el periodo 1968-2003 | Parámetros climáticos promedio de Villamiel en el periodo 1968-2003 | Parámetros climáticos promedio de Villamiel en el periodo 1968-2003 | Parámetros climáticos promedio de Villamiel en el periodo 1968-2003 | Parámetros climáticos promedio de Villamiel en el periodo 1968-2003 | Parámetros climáticos promedio de Villamiel en el periodo 1968-2003 | Parámetros climáticos promedio de Villamiel en el periodo 1968-2003 |
| Mes | Ene.                                                                | Feb.                                                                | Mar.                                                                | Abr.                                                                | May.                                                                | Jun.                                                                | Jul.                                                                | Ago.                                                                | Sep.                                                                | Oct.                                                                | Nov.                                                                | Dic.                                                                | Anual                                                               |
| --- | ------------------------------------------------------------------- | ------------------------------------------------------------------- | ------------------------------------------------------------------- | ------------------------------------------------------------------- | ------------------------------------------------------------------- | ------------------------------------------------------------------- | ------------------------------------------------------------------- | ------------------------------------------------------------------- | ------------------------------------------------------------------- | ------------------------------------------------------------------- | ------------------------------------------------------------------- | ------------------------------------------------------------------- | ------------------------------------------------------------------- |
| Temp. media (°C) | 6.2                                                                 | 7.3                                                                 | 9.6                                                                 | 11.0                                                                | 14.1                                                                | 19.2                                                                | 23.0                                                                | 23.1                                                                | 19.8                                                                | 14.4                                                                | 9.8                                                                 | 6.9                                                                 | 13.7                                                                |
| Precipitación total (mm) | 162.3                                                               | 108.8                                                               | 78.5                                                                | 96.6                                                                | 103.4                                                               | 41.6                                                                | 15.9                                                                | 12.5                                                                | 52.7                                                                | 137.8                                                               | 146.8                                                               | 164.9                                                               | 1121.7                                                              |
| Fuente: Ministerio de Agricultura, Alimentación y Medio Ambiente. Datos de precipitación para el periodo 1968-2003 y de temperatura para el periodo 1968-2003 en Villamiel 22 de octubre de 2012 |                                                                     |                                                                     |                                                                     |                                                                     |                                                                     |                                                                     |                                                                     |                                                                     |                                                                     |                                                                     |                                                                     |                                                                     |                                                                     |

## Historia

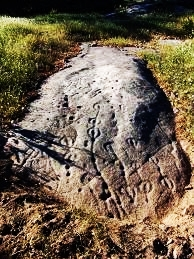
Petroglifo Villamiel Santa María

Con la aparición del bronce se generaliza la utilización de este metal sobre todo para la construcción de armas, apareciendo una élite de guerreros al servicio de ciertos grupos sociales preeminentes y relacionados con el control de los metales y las rutas de expansión. Hay quien opina que la famosa “piedra de las cazoletas”, de este mismo período, que se encuentra en el Pilar de Santa María, no es más que un mapa detallado de localización en la zona de ciertos yacimientos y puntos de control de los metales. Pero es más probable su adscripción a cultos de fertilidad por la forma de vulvas, relacionados con el ganado, que adoptan estas cazoletas. Estos caudillos guerreros se entierran a la sombra de estelas funerarias de piedra, donde se graban sus armas distintivas, espada, lanza, puñal y escudo con escotadura. Este es el caso de la llamada “Estela de San Martín de Trevejo”, que en realidad fue encontrada en término de Villamiel.
En la época romana hubo villas en Villamiel como las de Villalba y Nava del Rey. En Villamiel había un altar dedicado al dios Salamati (Jálama).
En la época visigoda creció la importancia del mundo rural y se fundaron aldeas como Villamiel, fundada quizás en esta época con el nombre de "Lamasso" (miel , en gótico).
Como consecuencia de las guerras de las comunidades, en 1520-1521, fue destruida la fortaleza de Salvaleón, por atrincherarse en ella los comuneros. A las villas leales al rey Carlos I como Villamiel se les concedió el privilegio de lucir el escudo imperial.
A algunos religiosos serranos del siglo XVII, como fray Cipriano de Villamiel se le atribuyen hechos milagrosos, muriendo con fama de santidad. En el año 1640 estalló la guerra con Portugal, por los deseos de independencia de este reino. Los saqueos y pillajes se sucedieron en los pueblos de una y otra parte de la frontera, Villamiel y Valverde fueron saqueados en 1665.
La serra de Gata sufrió las consecuencias de la Guerra de la Independencia Española en 1808, por ser el puerto de Perales paso obligado de las tropas napoleónicas. Pronto se formó un frente de oposición al invasor, desplazándose muchos gateños a Ciudad Rodrigo, donde lucharon en las trincheras de esta ciudad sitiada. En Villamiel se estableció una división, estableciéndose en San Martín de Trevejo el cuartel general del ejército y dos batallones en Eljas. En 1833 se creó la provincia de Cáceres, pasando a ésta pueblos como Villamiel, Descargamaría, Robledillo de Gata, San Martín de Trevejo y Trevejo, dependientes antes de la provincia de Salamanca.
Hacia mediados del siglo XIX la villa tenía contabilizada una población de 1862 habitantes. Aparece descrita en el decimosexto volumen del Diccionario geográfico-estadístico-histórico de España y sus posesiones de Ultramar de Pascual Madoz de la siguiente manera:

VILLAMIEL: v. con ayunt. en la prov. y aud. terr de Cáceres (17 leg.), part. jud. de Hoyos (1), dióc. de Ciudad-Rodrigo (9), c. g. de Estremadura (Badajóz 25): sit. á la falda S. de la sierra de Barito blanco dependiente de la de Jalama, es de clima bastante frio; reinan los vientos E. N. y S. y se padecen catarrales é intermitentes: tiene 350 casas apiñadas, en 2 plazas, varias plazuelas y calles estrechas de piso incómodo y empedradas: hay casa de ayunt., cárcel; escuela dotada con el producto del peso de la harina, 200 rs. por el régimen del relój y la corta retribucion de los 50 niños de ambos sexos que concurren; igl. parr. (Sta. Maria Magdalena), curato de segundo ascenso y provision ordinaria; 2 ermitas Ntra. Sra. de la Piedad y de la Soledad, y en los afueras 2 cementerios; uno al S. para adultos, y otro al O. para párvulos. Se surte de aguas potables en 4 fuentes dentro del pueblo y otras muchas en las inmediaciones, todas ricas, frias y saludables. Confina el térm. por N. con el de Payo (Salamanca); E. Acebo; S. Trevejo; O. San Martin de Trevejo, estendiéndose á 1/2 leg. por la parte mas lejana, y comprende 750 fan. de labor; y muchas heredades de castaños, olivos, viñas, huertos y frutales: le bañan muchos arroyos que bajan de la sierra. El terreno es muy quebrado: en los altos algun tanto estéril; en las bajadas mucho mejor, y pantanoso en los llanos á propósito para prados. Los caminos son vecinales, y aunque escabrosos admiten carros del pais: el correo se recibe en Perales por balijero dos veces a la semana. prod.: aceite, vino, algunos cereales, mucha legumbre, patatas, castañas, lino y frutas; se mantiene ganado cabrio, lanar y vacuno, y se cria caza mayor y menor. ind. y comercio 11 molinos de aceite, 7 harineros, 7 telares de lienzo, 2 lagares de vino; se importan los granos, y se esporta el vino, aceite y legumbres. pobl.: 340 vec., 1,862 almas. cap. prod.: 2.889,500 rs. imp.: 144,475. contr.: 21,192 rs. 1 maravedí. presupuesto municipal 6,000 del que se pagan 2,200 al secretario, y se cubre con los fondos de propios que consisten en 2 hornos de pan, el canon de varias posesiones roturadas, pastos del ejido, arrendamiento del matadero y peso de carne, el de pesos y medidas y repartimiento vecinal.
(Madoz, 1850, pp. 189-190)

## Demografía
Villamiel cuenta con una población de 379 habitantes (INE 2024).
| Gráfica de evolución demográfica de Villamiel entre 1842 y 2021 |
| |
| Población de derecho según los censos de población del INE Población de hecho según los censos de población del INEEntre el censo de 1860 y el anterior, crece el término del municipio porque incorpora a Trevejo. Entre el censo de 1930 y el anterior, disminuye el término del municipio porque independiza a Trevejo. Entre el censo de 1940 y el anterior, crece el término del municipio porque incorpora a Trevejo. |

## Economía
Hay varias casas rurales en el municipio. Entre ellas se encuentran los apartamentos rurales La Noguera, casa rural Boada; y un hotel inaugurado en 2015 conocido con el nombre de El Sosiego.
Actualmente, consta de varios comercios: supermercado Udaco, estanco y el SuperBoada. Hay  una panadería y dos bares, como el Hogar del Pensionista y el Chiringuito junto a las piscinas, y el restaurante Boada.

## Servicios públicos

### Educación
El colegio público del municipio es el CEIP Nuestra Señora de la Piedad.

### Sanidad
Hay un consultorio de atención primaria en la capital municipal y otro en Trevejo.

## Patrimonio
En la pedanía de Trevejo hay restos de un castillo medieval, así como una aldea de recónditas y exiguas calles, y hermosos parajes.
Otros monumentos son la ermita de la Piedad, la ermita de la Soledad, la iglesia de Santa María Magdalena junto con su torre y la casa del Deán (palacio antiguo). 
En la iglesia de Santa María Magdalena hay inscripciones. Pueden observarse dos escritos graníticos del siglo XVII, en la fachada de la iglesia principal que tratan temas sobre la muerte y la fugacidad del tiempo al estilo manriqueño: "no hay cosa que más despierte que dormir sobre la muerte" y "haz aquello que quisieras de haber hecho cuando mueras"

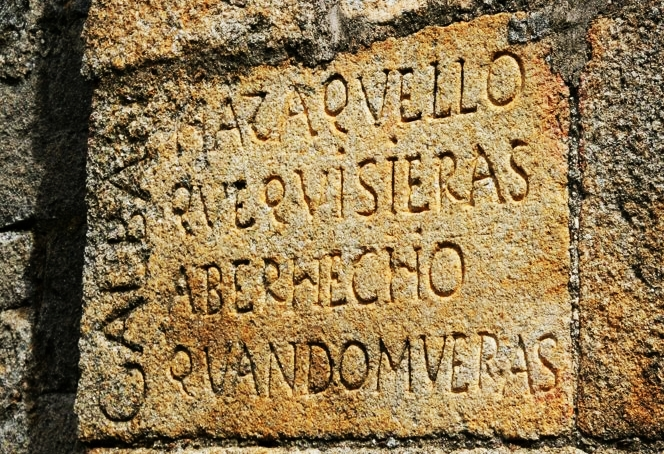
Inscripción "haz aquello que quisieras de haber hecho cuando mueras"
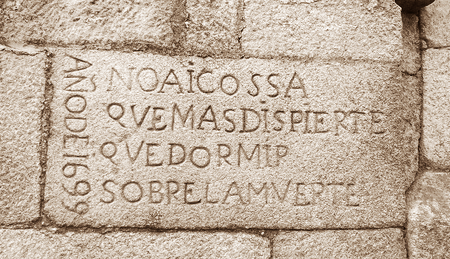
Inscripción "no hay cosa que más despierte que dormir sobre la muerte"
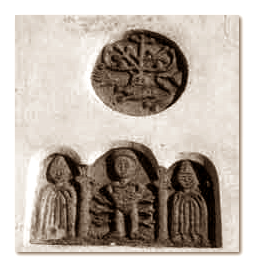
Estampa del martirio de San Sebastián
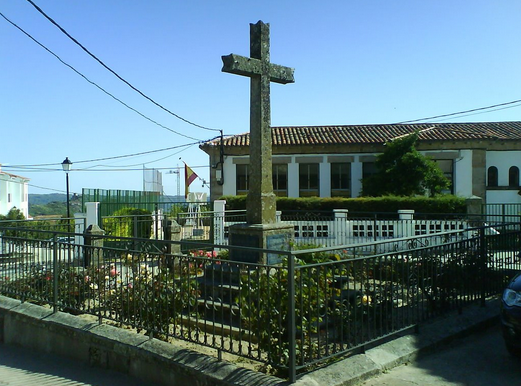
Cruz de los Caídos
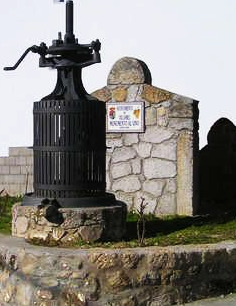
Monumento al vino

Llama la atención por su variedad de imágenes y sus numerosas procesiones, la Semana Santa cuyo representante es, por ser sumamente conocido, el Cristo Negro. Según cuenta la leyenda, fue traído por un soldado de la guerra de los 80 años o guerra de Flandes en el siglo XVII. No fue hasta el siglo XVIII con las guerras napoleónicas cuando fue pintado de blanco, desmembrado y camuflado en el interior de una urna mortuoria, escondiéndose sus brazos en un doble fondo y perdiendo así todo su valor. En el siglo XX, en la década de los 80 con Don Eugenio, se llevó a restaurar. Será entonces cuando al tallarlo para quitarle su color anacarado, se halla un cristo tallado en madera de ébano, alcanzando este repentinamente un valor incalculable. La procesión del Cristo Negro se realiza posteriormente a una hora santa en su honor, cada Jueves Santo a las 23h. por la cofradía del Cristo Negro, donde unos ciento cincuenta "caperuzos" oran por las calles del pueblo en su honor. La procesión se realiza en silencio, con el único sonido de los tambores que componen la percusión de la procesión. 
Destacar como objetos valiosos para la parroquia de Villamiel, la imagen del niño y la bula sobre el altar mayor; y el retablo de la Sagrada Familia, en cuyo retablo está guardada una astilla original de la cruz donde murió Jesucristo nuestro señor.
Destacar finalmente la virgen de la Soledad, la virgen de la piedad, el difunto, el cristo crucificado y el Nazareno como cinco imágenes religiosas, cuya infraestructura y vestimenta característica no deja a nadie indiferente.

## Cultura

### Entidades culturales
Aunque pequeño, Villamiel consta con un amplio número de asociaciones, entre las cuales se encuentra la Asociación de Caballistas de Villamiel, el grupo folclórico La Rondeña, Cáritas, Asociación de Amas de Casa, Asociación de jóvenes "Lamasso" y Amor flamenco, un grupo de sevillanas.
En la localidad hay cine,una biblioteca pública y dos parques reservados tanto para los más pequeños como para los más mayores.

### Festividades

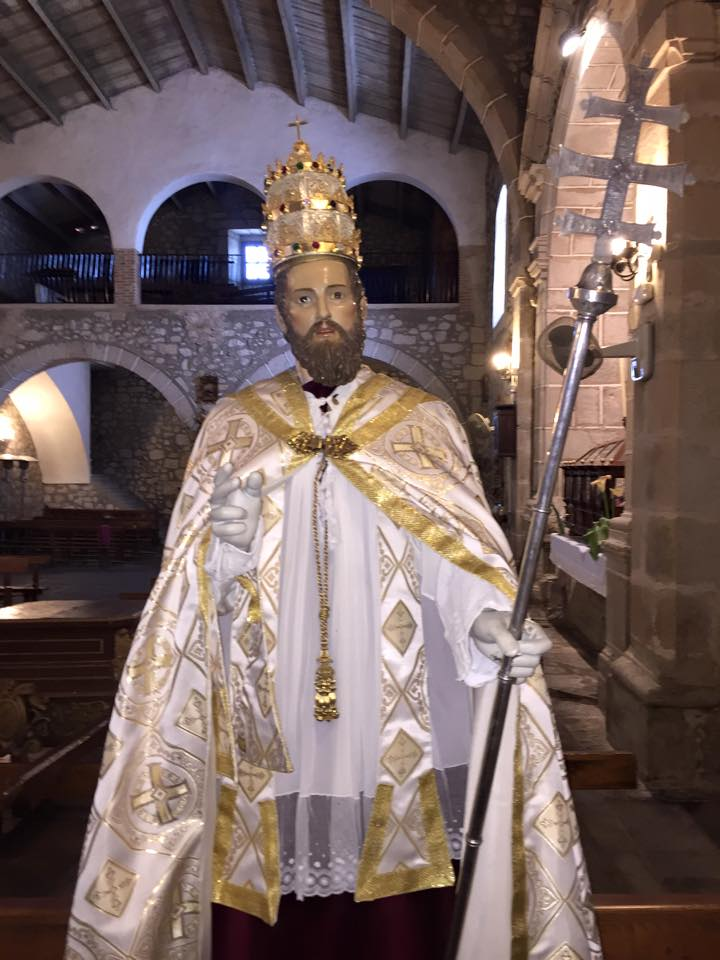
San Pedro Celestino. Patrón de Villamiel.

Las fiestas grandes son las de Santiago Apóstol, del 21 al 25 de julio. También es fiesta el primer sábado de agosto, y es la llamada "Fiesta del Emigrante" como homenaje a los emigrantes que se fueron del pueblo a Madrid, Cataluña, País Vasco, etc y que vuelven al pueblo en vacaciones. También son fiestas importantes el día de la Piedad (21 de noviembre) y la Semana Santa se vive con devoción.
Es fiesta grande el día de San Pedro Celestino, patrón de Villamiel, el día de 19 de mayo. La elección del patrón se realizó en una asamblea convocada en la iglesia, a cuya reunión acudió la mayor parte de la villa. Se introdujeron todos los nombres de los santos presentes en Villamiel y al azar se sacó de una bolsa el nombre de uno de ellos, saliendo así el nombre de San Pedro. Como era poco conocido por cualquiera de los habitantes, una mano inocente volvió a sacar el nombre de un segundo santo, saliendo se nuevo el nombre de San Pedro y estableciéndose finalmente como Patrón de Villamiel. 

## Deporte
Posee como infraestructuras un nuevo polideportivo, piscinas municipales, una pista de pádel, dos pistas de fútbol-baloncesto-tenis y una plaza de toros de cantera.
Son juegos típicos del pueblo "El tradicional juego de las bolas", consistente en introducir unas esferas de hojas de higuera seca en el interior de un agujero, los cuales pueden verse repartidos por varias calles de la villa, y practicado generalmente por las mujeres de la tercera edad; el porquino, un juego de cartas cuyas reglas son parecidas a las del bingo pero practicado con barajas españolas y el Zápiti, un juego de cartas basado en alcanzar un total de treinta puntos con tan solo tres cartas por jugador.
En cuanto al senderismo, se pueden seguir varios caminos romanos y rurales para recorrer toda la zona circundante al pueblo, y llegar a otros pueblos de la sierra por estos caminos como se hacía antiguamente para llevar leche, harina, aceite y otros productos. Hoy en día se hace famoso hablar en el pueblo sobre el denominado Camino del Colesterol (de aproximadamente 3 km y a través del cual se pueden ver los viñedos y fincas, así como la fauna y la flora típica de la zona), cuyo recorrido puede ampliarse caminando hasta la pedanía de Trevejo, tanto por carretera como por su camino senderista.